# Сайгачный (разъезд)
Сайгачный (1195 км) — железнодорожный разъезд Приволжской железной дороги на линии Красный Кут — Верхний Баскунчак (линия неэлектрифицирована), расположен в Палласовском районе Волгоградской области.

## История
Разъезд открыт в 1907 году.

## Деятельность
На станции осуществляются:
- Посадка и высадка пассажиров на (из) поезда пригородного и местного сообщения. Приём и выдача багажа не производятся.